# Дискография Эбби Линкольн
Дискография американской певицы Эбби Линкольн включает в себя восемнадцать студийных альбомов, шесть концертных альбомов и четыре сборника.

## Альбомы

### Студийные альбомы
| Название                                          | Детали                                          | Позиции в чартах | Позиции в чартах | Продажи                          |
| Название                                          | Детали                                          | США BB Jazz      | ФРА              | Продажи                          |
| ------------------------------------------------- | ----------------------------------------------- | ---------------- | ---------------- | -------------------------------- |
| Abbey Lincoln’s Affair… A Story of a Girl in Love | - Релиз: 1957 - Лейбл: Liberty Records          | —                | —                |                                  |
| That’s Him!                                       | - Релиз: 1957 - Лейбл: Riverside Records        | —                | —                |                                  |
| It’s Magic                                        | - Релиз: 1958 - Лейбл: Riverside Records        | —                | —                |                                  |
| Abbey Is Blue                                     | - Релиз: 1959 - Лейбл: Riverside Records        | —                | —                |                                  |
| Straight Ahead                                    | - Релиз: 1961 - Лейбл: Candid Records           | —                | —                |                                  |
| People in Me                                      | - Релиз: 1973 (Япония) - Лейбл: Philips Records | —                | —                |                                  |
| Painted Lady                                      | - Релиз: 1980 (Франция) - Лейбл: Blue Marge     | 36               | —                |                                  |
| Talking to the Sun                                | - Релиз: 1984 (Германия) - Лейбл: Enja Records  | —                | —                |                                  |
| The World Is Falling Down                         | - Релиз: 1990 - Лейбл: Verve Records            | —                | —                |                                  |
| You Gotta Pay the Band                            | - Релиз: 1991 - Лейбл: Verve Records            | 1                | —                | - Франция: 25 000 - Мир: 100 000 |
| Devil’s Got Your Tongue                           | - Релиз: 13 октября 1992 - Лейбл: Verve Records | 2                | —                |                                  |
| When There Is Love                                | - Релиз: 1993 - Лейбл: Verve Records            | 13               | —                |                                  |
| A Turtle’s Dream                                  | - Релиз: 1994 - Лейбл: Verve Records            | 12               | —                |                                  |
| Who Used to Dance                                 | - Релиз: 1997 - Лейбл: Verve Records            | 11               | —                |                                  |
| Wholly Earth                                      | - Релиз: 1998 - Лейбл: Verve Records            | 16               | —                |                                  |
| Over the Years                                    | - Релиз: 24 октября 2000 - Лейбл: Verve Records | 10               | —                |                                  |
| It’s Me                                           | - Релиз: 11 ноября 2003 - Лейбл: Verve Records  | —                | —                |                                  |
| Abbey Sings Abbey                                 | - Релиз: 22 мая 2007 - Лейбл: Verve Records     | 21               | 100              |                                  |
| Символ «—» означает, что альбом не попал в чарт.  |                                                 |                  |                  |                                  |

### Концертные альбомы
| Название                                                   | Детали                                         |
| ---------------------------------------------------------- | ---------------------------------------------- |
| Live in Misty                                              | - Релиз: 1973 (Япония) - Лейбл: Kiva           |
| Abbey Sings Billie                                         | - Релиз: 1989 (Германия) - Лейбл: Enja Records |
| Abbey Sings Billie: Volume 2                               | - Релиз: 1992 (Германия) - Лейбл: Enja Records |
| Live: Music Is The Magic                                   | - Релиз: 1994 (Германия) - Лейбл: ITM Records  |
| Sophisticated Abbey: Live at the Keystone Korner           | - Релиз: 2015 - Лейбл: HighNote Records        |
| Love Having You Around: Live at the Keystone Korner Vol. 2 | - Релиз: 2016 - Лейбл: HighNote Records        |

### Сборники
| Название                                         | Детали                                         |
| ------------------------------------------------ | ---------------------------------------------- |
| La Chanteuse de jazz idéale                      | - Релиз: 1996 (Япония) - Лейбл: Wea Music      |
| Abbey Sings Billie — A Tribute to Billie Holiday | - Релиз: 2001 (Германия) - Лейбл: Enja Records |
| Through the Years                                | - Релиз: 2010 (Франция) - Лейбл: Verve Records |
| The Verve Years                                  | - Релиз: 2000 (Франция) - Лейбл: UMG           |